# Elden Henson

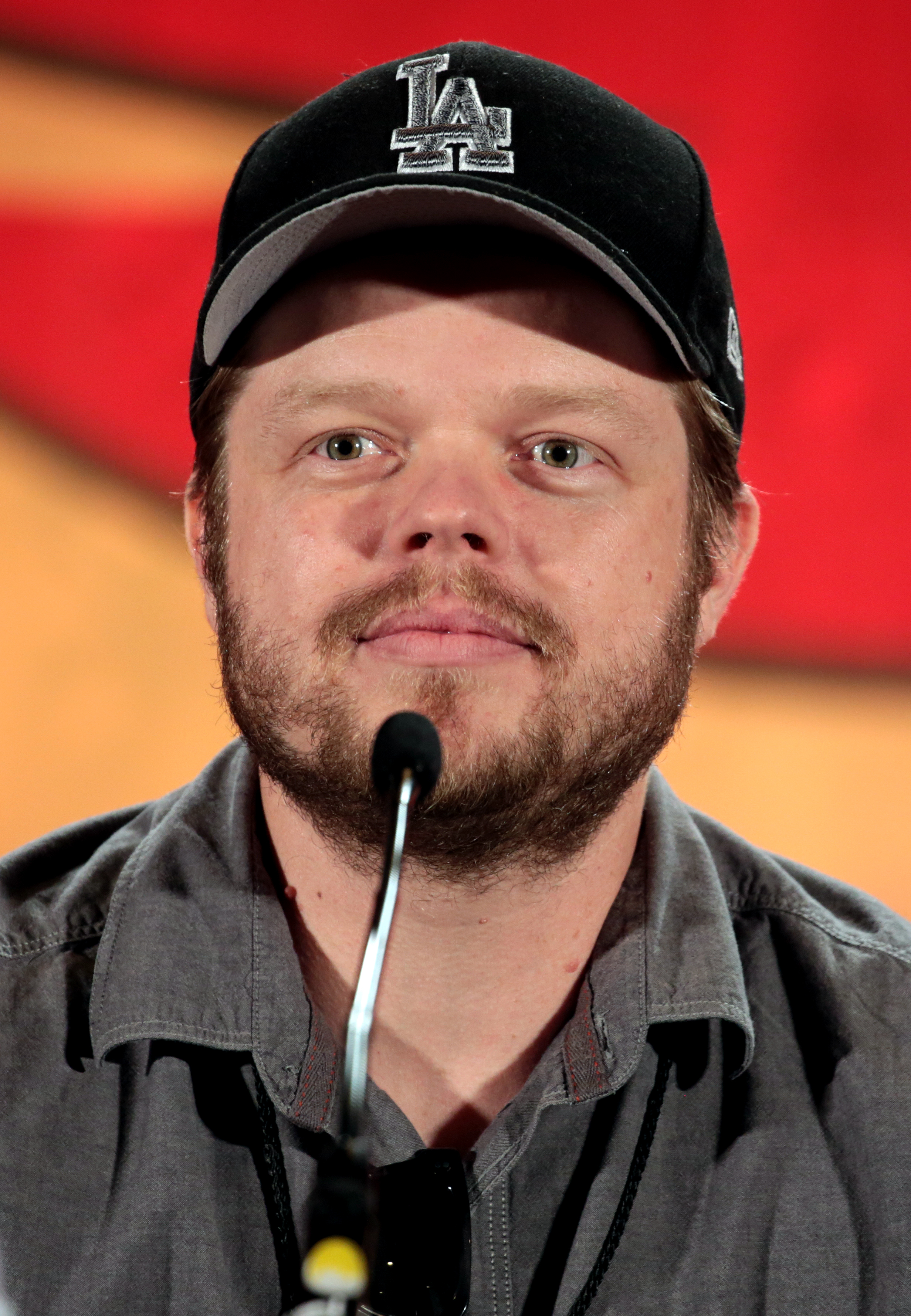
Elden Henson (2017)

Elden Henson (* 30. August 1977 als Elden Ryan Ratliff in Rockville, Maryland) ist ein US-amerikanischer Schauspieler.

## Leben
Bereits als Baby im Alter von zwei Jahren stand Henson zum ersten Mal vor der Kamera. Bis zum Alter von sechs Jahren hatte er diverse Auftritte in verschiedenen Werbeclips.
Mit Beginn der Highschool schaffte Henson einen ersten kleinen Durchbruch mit der Rolle des Fulton Reed in Mighty Ducks – Das Superteam (1992) sowie den beiden Fortsetzungen.
Seine erste Hauptrolle übernahm er in dem Jugendfilm The Mighty – Gemeinsam sind sie stark.
Seitdem ist Elden Henson regelmäßig in TV- und Kinoproduktionen wie Butterfly Effect zu sehen.
Zusammen mit Josh Hartnett, mit dem er in der Shakespeare-Verfilmung O – Vertrauen, Verführung, Verrat auftrat, gründete er die Produktionsfirma Roulette Entertainment.

## Filmografie (Auswahl)
- 1987: Ein Engel auf Erden (Highway to Heaven, Fernsehserie, Episode 4x05)
- 1988: Elvis and Me
- 1989: Scott und Huutsch
- 1992: Radio Flyer
- 1992: Mighty Ducks – Das Superteam (The Mighty Ducks)
- 1994: Mighty Ducks II – Das Superteam kehrt zurück (D2: The Mighty Ducks)
- 1996: D3: The Mighty Ducks – Jetzt mischen sie die Highschool auf (D3: The Mighty Ducks)
- 1996: Foxfire
- 1998: The Mighty – Gemeinsam sind sie stark (The Mighty)
- 1999: Eine wie keine (She’s All That)
- 1999: Die Killerhand (Idle Hands)
- 2000: Cast Away – Verschollen (Cast Away)
- 2001: Manic – Weggesperrt (Manic)
- 2001: O – Vertrauen, Verführung, Verrat (O)
- 2002: Die Highschool Trickser (Cheats)
- 2003: Dumm und dümmerer (Dumb and Dumberer: When Harry Met Lloyd)
- 2003: Unter der Sonne der Toskana (Under the Tuscan Sun)
- 2003: Die Schlachten von Shaker Heights (The Battle of Shaker Heights)
- 2004: Butterfly Effect (The Butterfly Effect)
- 2005: Dogtown Boys (Lords of Dogtown)
- 2006: Déjà Vu – Wettlauf gegen die Zeit (Déjà Vu)
- 2009: El Dorado
- 2013: Jobs
- 2014: Die Tribute von Panem – Mockingjay Teil 1 (The Hunger Games: Mockingjay – Part 1)
- 2015–2018: Marvel’s Daredevil (Fernsehserie)
- 2015: Die Tribute von Panem – Mockingjay Teil 2 (The Hunger Games: Mockingjay – Part 2)
- 2017: Workaholics (Fernsehserie, Episode 7x07)
- 2017: Marvel’s The Defenders (Fernsehserie, 4 Episoden)
- 2018: Marvel’s Jessica Jones (Fernsehserie, Episode 2x03)
- 2018: Marvel’s Luke Cage (Fernsehserie, Episode 2x05)
- 2023: Killers of the Flower Moon
- 2025: Daredevil: Born Again (Fernsehserie, Episode 1x01)
- 2025: Criminal Minds (Fernsehserie, Episode 18x02)